# Гимн Палау
Belau rekid — национальный гимн Палау. Автор слов и музыки — Юмесеи О. Эзекил (Ymesei O. Ezekiel). Гимн был утвержден в 1980 году.